# Carukia shinju
Carukia shinju is een tropische kubuskwal uit de familie Carukiidae. De kwal komt uit het geslacht Carukia. Carukia shinju werd in 2005 voor het eerst wetenschappelijk beschreven door Gershwin. 